# تیغ‌باله‌ها
تیغ‌باله‌ها سرده‌ای از بزرگ‌باله‌ایان است که شامل ۸ گونه می‌شود. نهنگ اومورا تازه‌ترین گونه‌ای است که به این سرده افزوده شده‌است و در سال ۲۰۰۳ رده‌بندی شد. نهنگ‌های گوناگونی عضو تیغ‌باله‌ها هستند و این سرده متنوع‌ترین سرده در خانواده خود است؛ دیگر سرده عضو بزرگ‌باله‌ایان دارای تنها یک عضو (نهنگ گوژپشت) است.

## رده‌بندی
- تیره بزرگ‌باله‌ایان
  - سرده تیغ‌باله‌ها
    - نهنگ تیغ‌باله، Balaenoptera physalus
    - نهنگ سئی، Balaenoptera borealis
    - نهنگ بروده، Balaenoptera brydei
    - نهنگ بروده کوتوله، Balaenoptera edeni
    - نهنگ آبی، Balaenoptera musculus
    - نهنگ نیزه‌ای معمولی، Balaenoptera acutorostrata)
    - نهنگ نیزه‌ای جنوبگانی، Balaenoptera bonaerensis
    - نهنگ اومورا، Balaenoptera omurai